# Strletje
Strletje este o localitate din comuna Velike Lašče, Slovenia, cu o populație de 29 de locuitori.